# Fieberthermometer

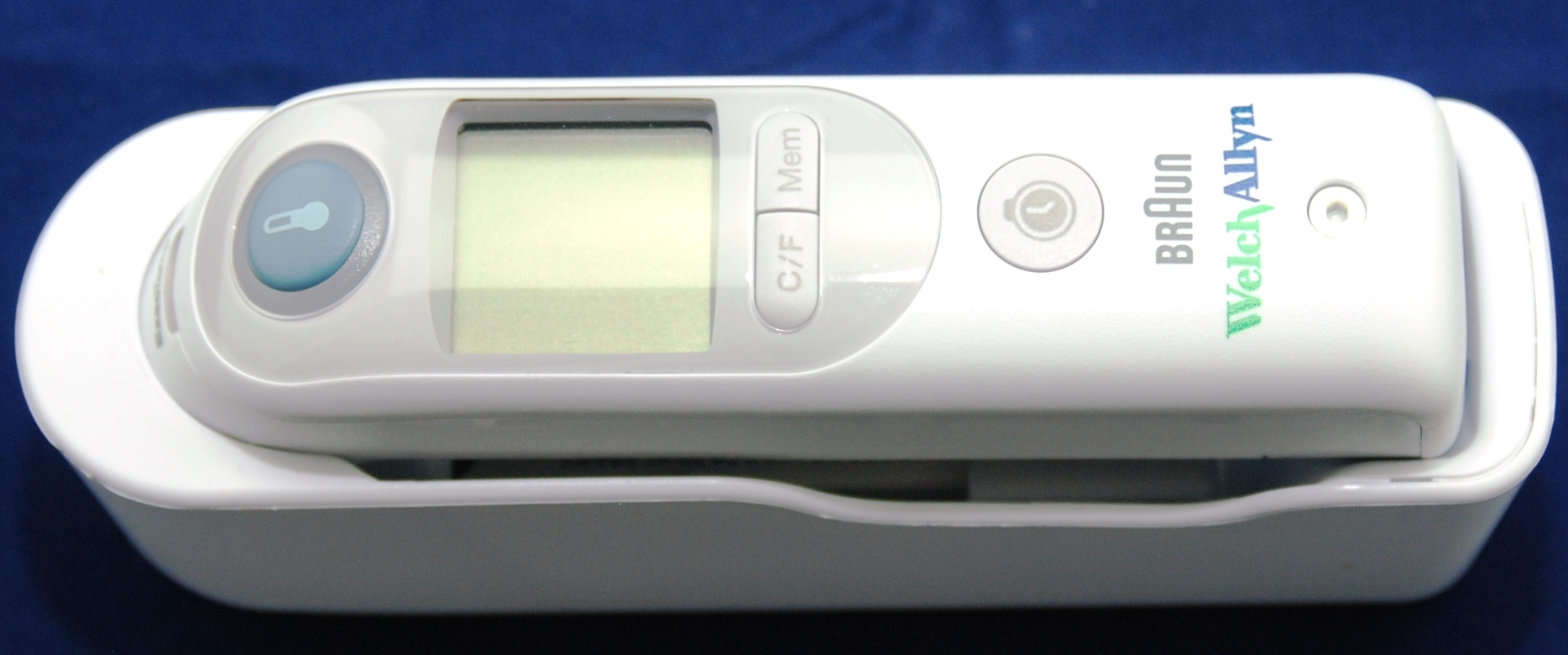
Ein Ohrthermometer für die Messung der Körpertemperatur mit Digitalanzeige des Messwerts. Die Messung basiert auf Wärmestrahlung zwischen Trommelfell und Sensor. Mit Ladestation.

Mit einem Fieberthermometer (auch Fiebermesser) kann man die Körpertemperatur eines Menschen messen und somit eventuelles Fieber diagnostizieren. Ein solches Thermometer muss gemäß Europäischer Norm folgenden Anforderungen genügen:
- Messbereich mindestens 35 °C bis 42 °C bei einer Auflösung von 0,1 °C
- Festhalten (Anzeige) der während der Messzeit maximal gemessenen Temperatur

## Ausdehnungsthermometer

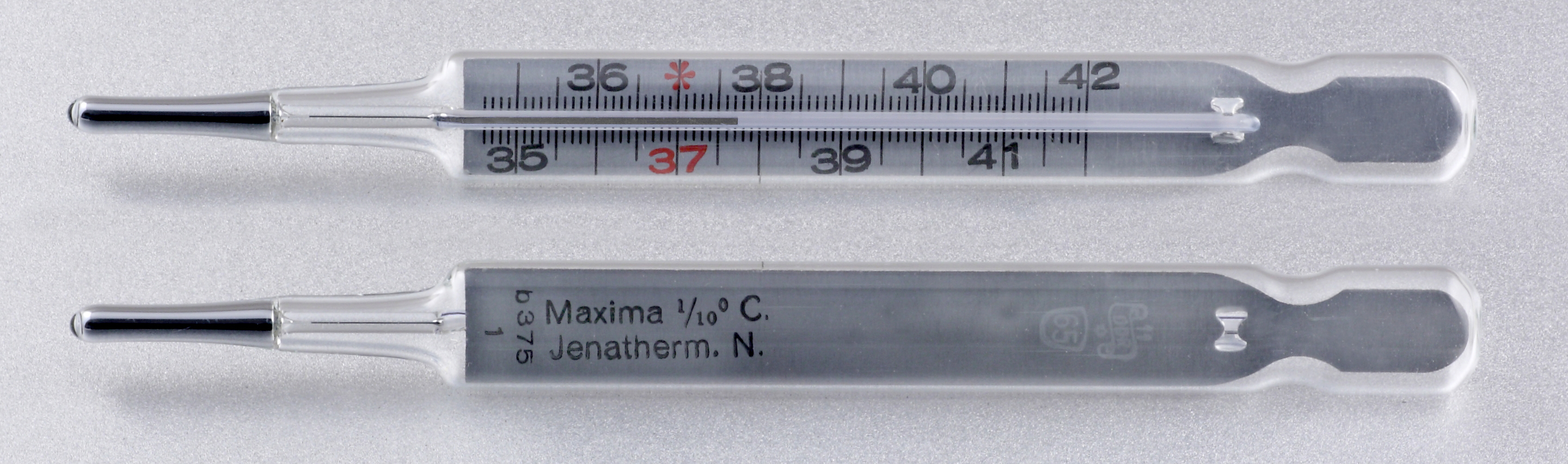
Quecksilber-Fieberthermometer
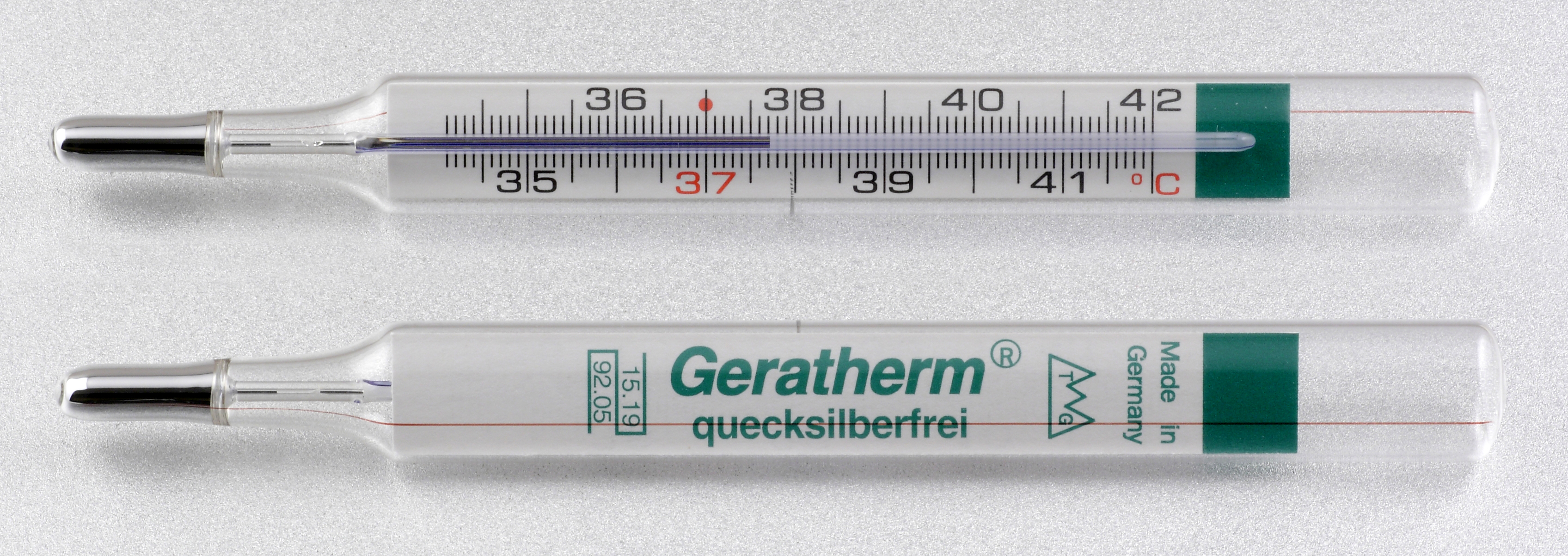
Galinstan-Fieberthermometer
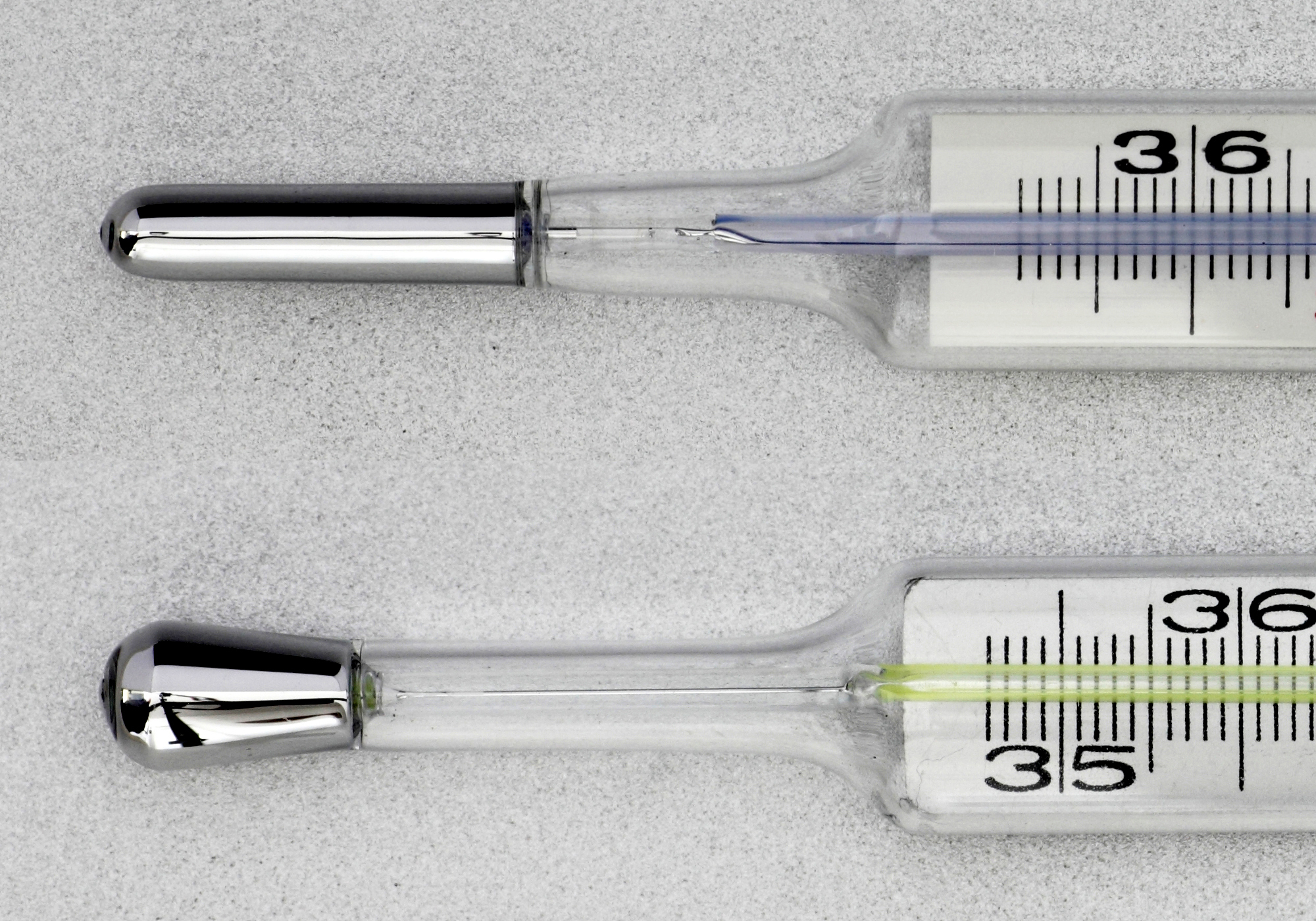
Verschiedene Messspitzen (oben: Universalmessspitze für alle klassischen Messarten, unten: Rektalmessspitze für die Messung im After)
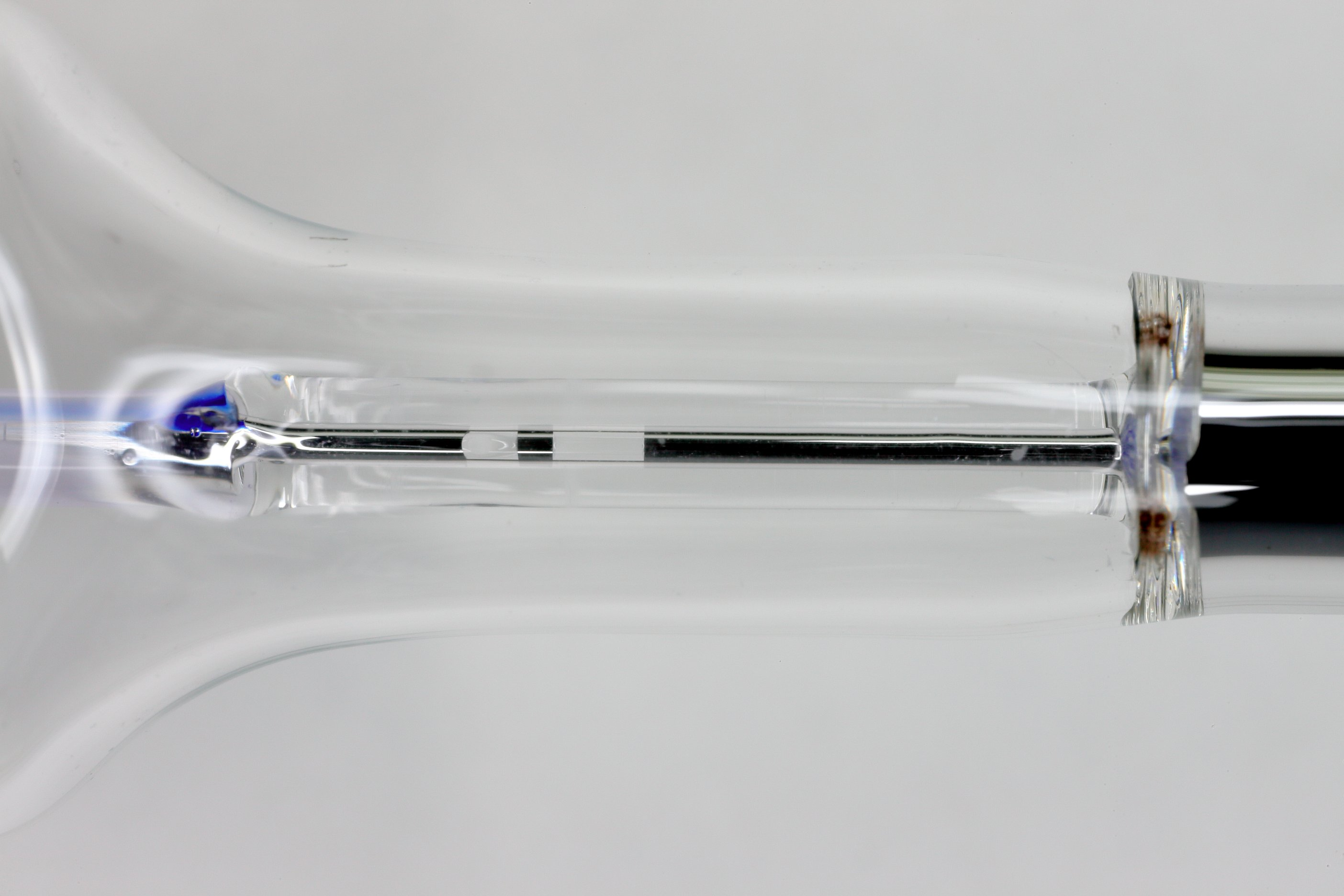
An dieser Einschnürung zwischen Skala (links) und dem Reservoir (rechts, hier mit Galinstan-Füllung) reißt der Faden des Thermometers ab.

Quecksilber-Fieberthermometer erreichen diese Anforderungen, indem sich eine bestimmte Quecksilbermenge in einer sehr dünnen Kapillare ausdehnt. Die Anzeige der Maximaltemperatur wird durch einen in der Kapillare befindlichen Glasdorn erreicht, welcher den sich bei Abkühlung zurückziehenden Quecksilberfaden abreißen lässt, wodurch die erreichte Maximaltemperatur weiter angezeigt wird. Dadurch kann die Höchsttemperatur auch noch nach einiger Zeit abgelesen werden. Zum Rückstellen muss der Glasdorn durch „Zurückschütteln“ oder Klopfen wieder an den Quecksilberfaden befördert werden.
Da die Verwendung von Quecksilber sowohl bei Beschädigung als auch bei der Entsorgung des Thermometers sehr problematisch ist, hat sich Galinstan als Thermometerflüssigkeit etablieren können. Diese Thermometer funktionieren nach dem gleichen Prinzip und sehen den alten Quecksilberthermometern zum Verwechseln ähnlich. Daher wurden sie oft fälschlicherweise als „quecksilberhaltig“ eingestuft und entsorgt.
In der EU ist der Verkauf quecksilberhaltiger Messgeräte im Gesundheitsbereich seit April 2009 untersagt.
Die Verwendung von Glas-Fieberthermometern mit Galinstan hat auch heute im Zeitalter von digitalen Fieberthermometern noch Vorteile. Die Thermometer sind 100 % wasserdicht und können daher leicht gereinigt und desinfiziert werden. Es wird keine Batterie benötigt. Außerdem eignen sie sich für Patienten mit Nickel-Kontaktallergie, bei denen der Einsatz von elektronischen Messfühlern problematisch ist.
Die ersten Fieberthermometer gehen auf Daniel Gabriel Fahrenheit zurück, waren jedoch aufgrund ihrer Länge von rund 60 cm nur schwer zu handhaben.

### Fieberthermometer heutiger Form

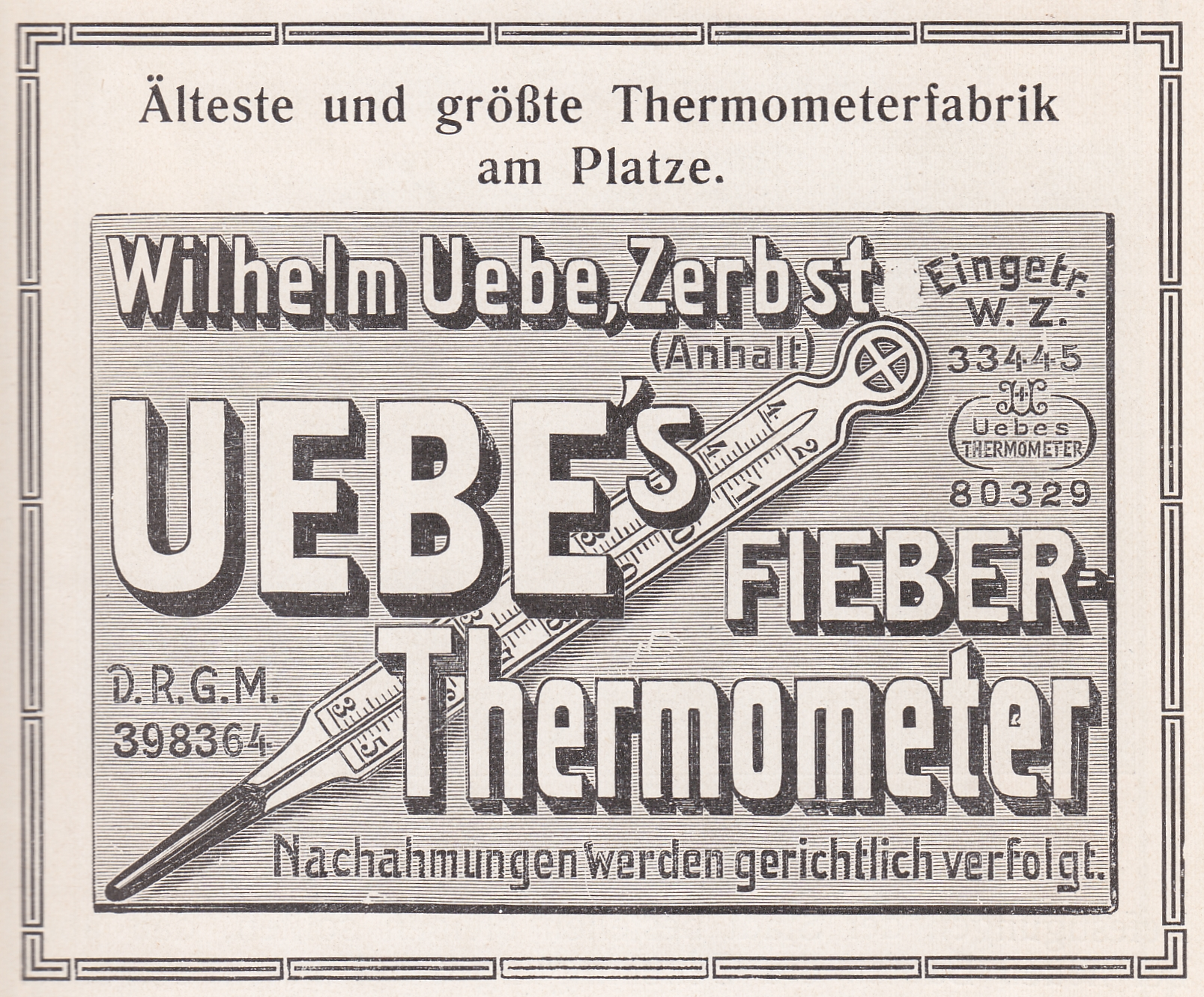
Alte Werbeanzeige der Firma Uebe

Der englische Arzt Thomas Clifford Allbutt erfand 1867 das kurze Fieberthermometer, das mit rund 15 cm etwa der heutigen Größe entsprach. 1868 beschrieb Karl Ehrle das erste Maximalthermometer für die Fiebermessung (Abreißen des Quecksilberfadens durch eine Luftblase). Damit konnte das Krankenhauspersonal die Messung durchführen, die Ablesung konnte aber erst später durch den Arzt erfolgen. Zuvor musste das Thermometer für ein sicheres Ablesen durch den Arzt oftmals stundenlang bis zur Visite beim Patienten verbleiben.
Im Jahr 1890 entwickelte dann der Drogist Wilhelm Uebe das moderne, geschlossene Fieberthermometer, wie wir es heute kennen. Er kam auf die Idee, das Glasthermometer am oberen Ende zuzuschmelzen, statt es mit einem Gipsstopfen zu verschließen. Diese Weiterentwicklung erhöhte die Anwendungssicherheit und den Hygienestandard des Fieberthermometers. Über Jahre waren Uebes medizinische Thermometer weltweit die meistverkauften Hilfsmittel für Selbstdiagnosen.
Als Weiterentwicklung hat Kitasato Shibasaburō das erste zuverlässig funktionierende Fieberthermometer auf den Markt gebracht. Er war 1921 Mitgründer und Namensgeber der japanischen Firma Terumo. Dieser Firmenname geht auf die japanische Aussprache des deutschen Wortes Thermometer zurück.

### Basalthermometer
Für die Messung feiner Temperaturunterschiede, die den Zyklus einer Frau begleiten, wurde 1959 das Basalthermometer entwickelt. Mit Hilfe eines Basalthermometers können anhand der aufgezeichneten Temperaturkurve die fruchtbaren und unfruchtbaren Tage der Frau ermittelt werden.

## Digitale Fieberthermometer

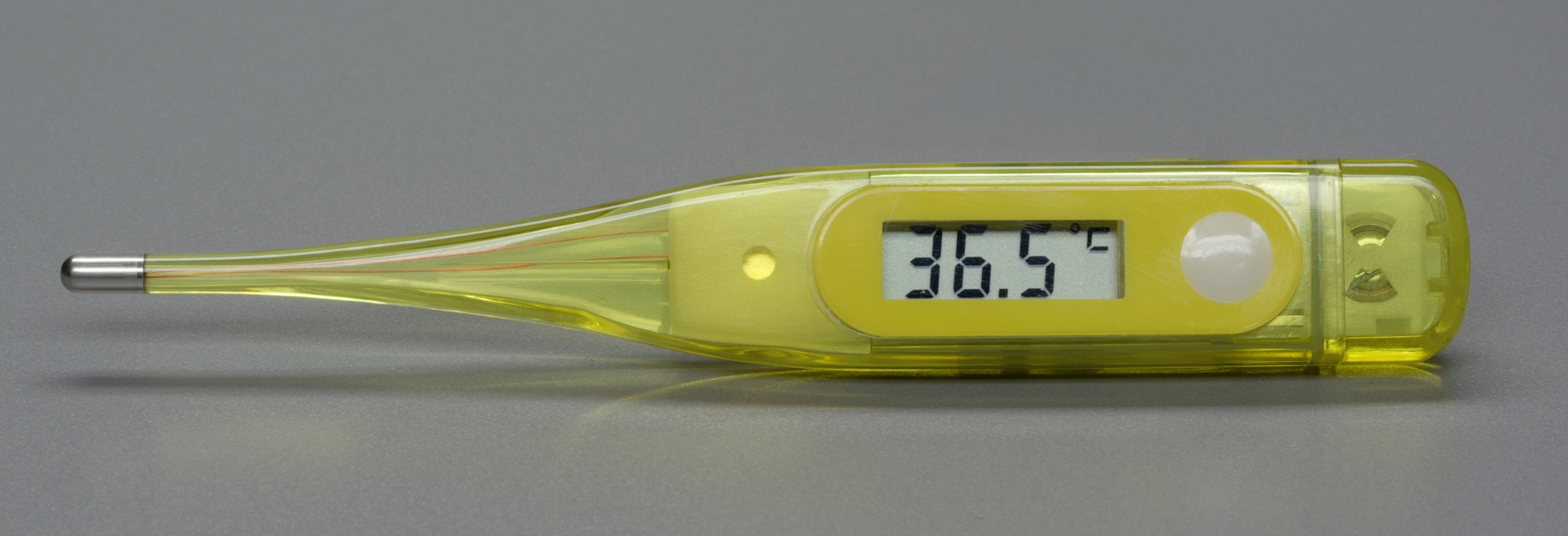
Digitales Fieberthermometer

Preiswerte und zugleich genaue elektronische Temperaturmesstechniken haben auch dem Digitalthermometer (nach der Anzeigemethode auch LCD-Fieberthermometer genannt) als Fieberthermometer zu einem beachtlichen Marktanteil verhelfen können. Nachteilig erscheint hier lediglich die Voraussetzung einer ausreichend frischen Batterie, die am Ende ihrer Haltbarkeit zudem entsorgt werden muss. Die Maximalwertanzeige wird erreicht durch Beenden der Messung, sobald sich die gemessene Temperatur innerhalb einer gewissen Zeit nicht mehr erhöht. Das digitale Fieberthermometer erzeugt ein akustisches Signal, um das Ende der Messung anzuzeigen.

### Funktionsweise
Beim digitalen Fieberthermometer wird die Temperatur über ein elektronisches Bauteil (Sensor) erfasst, das seinen elektrischen Widerstand entsprechend seiner Temperatur verändert. Diese Widerstandsänderung wird von einer elektronischen Schaltung, welche die genaue Temperatur-Widerstands-Relation des Sensors berücksichtigt, ausgewertet und in °C (Grad Celsius) oder °F (Grad Fahrenheit) angezeigt. Im Messbereich des Sensors ist der Zusammenhang zwischen Temperatur und Widerstand nahezu linear.
Die Genauigkeit des digitalen Fieberthermometers hängt davon ab, welche Toleranz bei der Herstellung des Sensors akzeptiert wird und ob der 37 °C-Punkt genau eingestellt wird. Genaue Anforderungen stellt zum Beispiel die Norm DIN EN 12470-3.

## Infrarot-Fieberthermometer

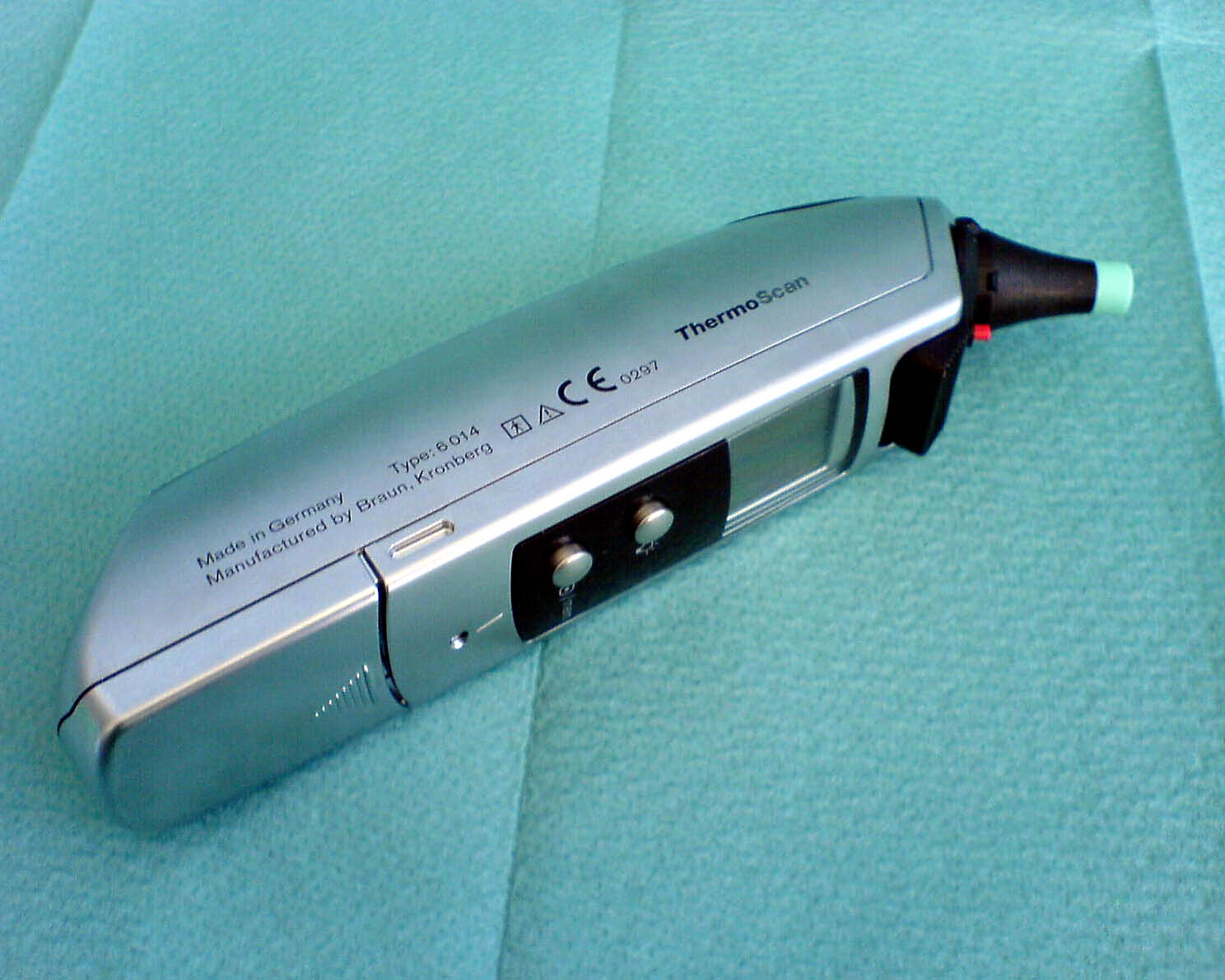
Ohr-Fieberthermometer mit Infrarot-Messprinzip

Infrarot-Fieberthermometer messen die vom Trommelfell oder von der Stirn abgestrahlte Infrarotstrahlung. Diese wird mittels einer Linse auf einen Sensor übertragen, in einen Temperaturwert umgerechnet und angezeigt. Der Vorteil der Infrarot-Fieberthermometer gegenüber herkömmlichen Thermometern liegt in der kurzen, nur wenige Sekunden betragenden Messdauer. Das Angebot preiswerter Infrarot-Fieberthermometer hat in den vergangenen Jahren zugenommen, so dass sie inzwischen auch in ärztlichen Praxen und Kliniken verwendet werden. Auch die Geräte für den Hausgebrauch weisen nunmehr hinreichend präzise Messergebnisse auf, weshalb sie insbesondere bei der Fiebermessung bei Kleinkindern gern eingesetzt werden.

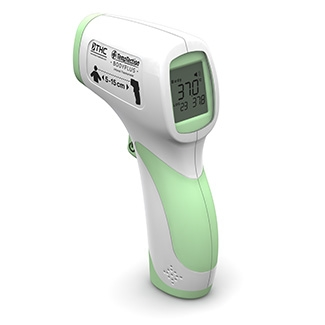
Infrarot-Thermometer zur berührungslosen Messung

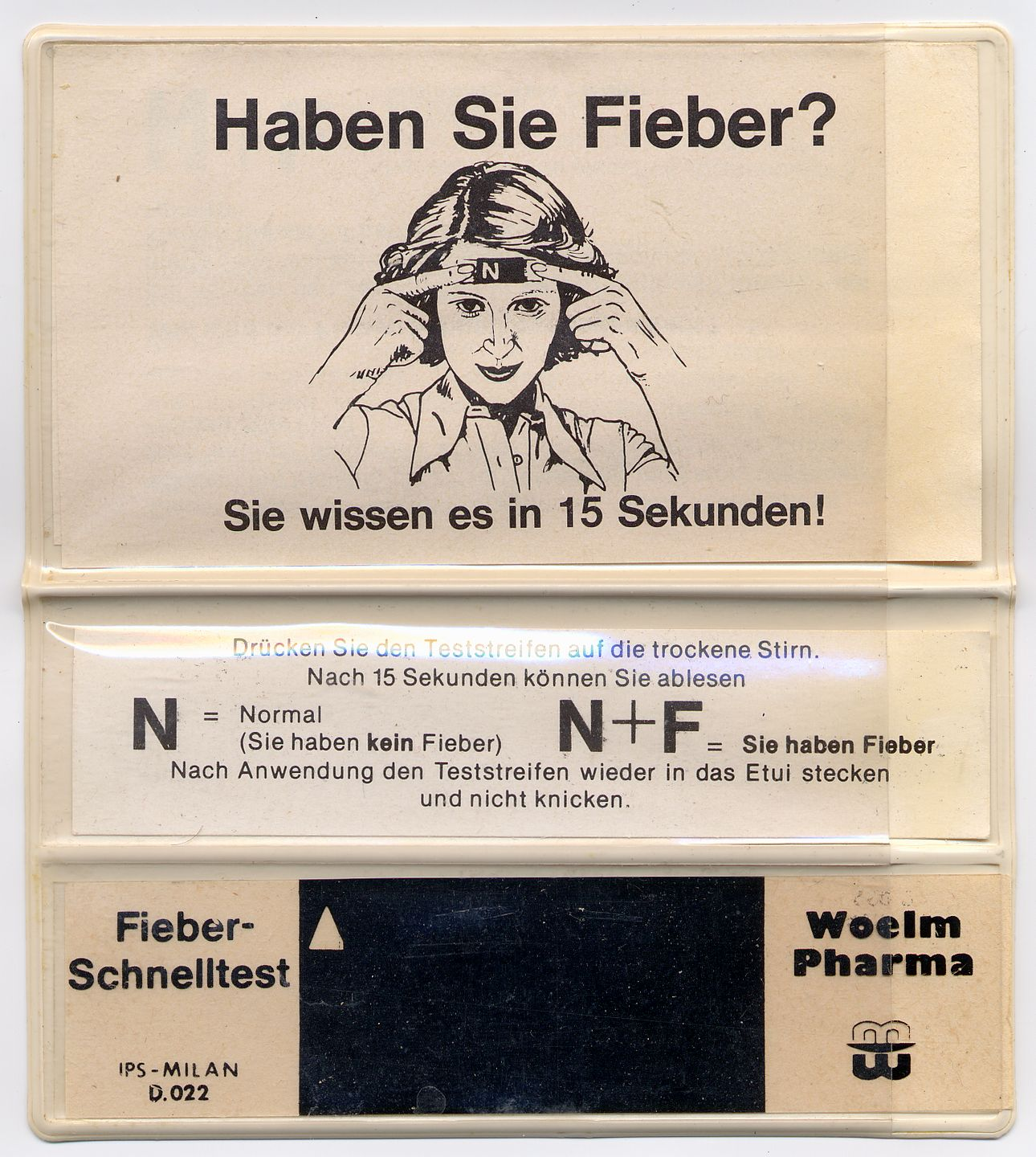
Fieber-Schnelltest-Streifen

Wird mit Infrarot-Fieberthermometern berührungslos gemessen, sind Schutzhüllen oder Desinfektionsmittel auch bei personenübergreifendem Messen unnötig; somit eignet sich diese Art von Fieberthermometern auch für groß angelegte Stichprobenkontrollen, beispielsweise bei Infektionsverdacht im öffentlichen Raum.

## Fieber-Schnelltest
Zur schnellen Temperaturmessung bietet der Handel sogenannte Schnelltest-Streifen an. Dabei handelt es sich um Kunststoff-Streifen, in denen Thermochromfarbstoffe eingebettet sind. Übersteigt die Körpertemperatur einen gewissen Wert, wird z. B. der Buchstabe F sichtbar.

## Messarten
Folgende Messarten gelten für die klassischen Fieberthermometer mit Messspitze.
- In der Achselhöhle (axillar): Hierbei wird das Fieberthermometer unter die Arme in der Achselhöhle eingeklemmt. Diese Messmethode ist zwar am angenehmsten, jedoch auch am ungenauesten.
- In der Mundhöhle (oral): Diese Messmethode ist um einiges genauer als die axillare Methode. Zu beachten ist jedoch, dass die Messspitze guten Kontakt zum Gewebe im Mund hat. Es wird empfohlen, die Messspitze unter die Zunge (sublingual) zu bringen.
- Im After (rektal): Die Messspitze des Fieberthermometers wird dazu rektal in den After eingeführt. Die Messung der Rektaltemperatur ist am genauesten und kommt insbesondere bei Säuglingen und Kleinkindern[5] sowie in der Tiermedizin zur Anwendung.

## Bewertung der Messergebnisse
Bei der Bewertung der Messergebnisse der drei klassischen Messarten rektal, oral und axillar muss zunächst beachtet werden, dass es sich hier um verschiedene Temperaturzonen des Körpers handelt. So wird bei der axillaren Messung eine Oberflächentemperatur gemessen, während die rektale Messung durch den in den After eingeführten Messfühler Werte liefert, die der Körperkerntemperatur recht nahekommen. Die orale Messung (genauer: unter der Zunge) wird zwar auch „im Körper“ durchgeführt, es wird jedoch nicht direkt im Rumpf gemessen. Bedingt durch die unterschiedlichen Temperaturzonen ist die Abgrenzung, ab wann tatsächlich Fieber vorliegt, unterschiedlich. Die Angaben sind je nach Quelle leicht unterschiedlich. Typische Werte für die Normaltemperatur sind:
- rektal: 36,6–38,0 °C
- oral/sublingual: 35,5–37,5 °C
- axillar: 34,7–37,7 °C

Des Weiteren müssen bei den Messarten die unterschiedlichen möglichen Störeinflüsse beachtet werden. Bei der axillaren Messung kann es zum Beispiel durch feuchte Haut oder einen nicht fest am Körper angelegten Messfühler bereits zu Fehlmessungen kommen. Bei der oralen Messung können Atemluft, eine falsche Positionierung des Fühlers in der Mundhöhle oder auch vor der Messung konsumierte kalte bzw. warme Getränke das Messergebnis beeinflussen. Bei der rektalen Messung ist der Messfühler weitestgehend vor Störeinflüssen geschützt, so dass diese Methode rein messtechnisch die sicherste ist.
Somit stellt die rektale Methode die beste Möglichkeit dar, reproduzierbare und genaue Werte nahe der Körperkerntemperatur zu ermitteln.
Eine Berechnung von rektalen Temperaturwerten zum Beispiel aus dem axillar gemessenen Wert sollte sehr kritisch hinterfragt werden. Verschiedene Quellen weisen unterschiedliche Temperaturdifferenzen zwischen den Methoden auf. So liegt die Spannweite für die Differenz zwischen axillarer und rektaler Messung zwischen −0,5 und −1,5 °C. Zusammen mit möglichen Messfehlern ergibt sich nicht annähernd ein genauer Temperaturwert.
Infrarot-Fieberthermometer für die Fiebermessung im Ohr messen prinzipiell nach einem sicheren Messverfahren. Hier liegt die größte Messunsicherheit in der nicht korrekten Handhabung des Thermometers. Da der Infrarotstrahl direkt vom Trommelfell auf den Sensor treffen muss, stellen Ohrenschmalz und eine falsche Positionierung des Infrarotsensors die größten Fehlerquellen dar. Auch für die Temperaturdifferenz zwischen im Ohr und rektal gemessenen Werten gibt es unterschiedliche Angaben. Typische Werte liegen etwa um −0,5 °C.

## Fiebermesspflaster
Biomediziner Werner Koele gegründete Anfang 2016 das Unternehmen SteadySense, als Spin-Off des Halbleiterherstellers Infineon, das bis 2021 ein Messpflaster für Körpertemperatur zur Bestimmung des Eisprungs der Frau und zur Kontrolle auf Fieber entwickelte. Die integrierte Schaltung kommt von Infineon. Das Pflaster wird einige Zentimeter unter der Achselhöhle seitlich am Brustkorb, mit seiner Länge horizontal orientiert aufgeklebt. Von einer Lithium-Knopfzelle CR1216 als Energiequelle gespeist, kann es 3 bis 7 Tage lang in kurzen Zeitabständen messen und die Messwerte per NFC-Abfrage an eine Smartphone-App übertragen, die den zeitlichen Verlauf darstellen kann. Ein Test erfolgte 2023 im Landesklinikum Wiener Neustadt.